# Roncobilaccio
Roncobilaccio è una frazione a sviluppo agricolo del comune di Castiglione dei Pepoli (da cui dista circa otto chilometri), sull'Appennino tosco-emiliano, in provincia di Bologna, in Emilia Romagna.

## Geografia
Sede di un casello dell'Autostrada del Sole, è posta in prossimità del confine con la Toscana (passo della Futa) ed è equidistante dai Comuni di Prato e Bologna.
Il centro maggiore delle vicinanze è il comune di Castiglione dei Pepoli mentre la cima maggiore della zona è Sasso di Castro, posto a 1277 m di altitudine.

## Storia

### Origini
Le origini di Roncobilaccio sono racchiuse nel suo stesso nome. La prima parte, ronco, deriva dal verbo latino runcare, divenuto poi roncare, comune in molti dialetti e nei nomi di luogo dell'Italia settentrionale e centrale, con riferimento a "luogo disboscato", e quindi terreno coltivato, o anche pascolo. La seconda parte, bilaccio, deriva con ogni probabilità dal termine villaggio, piccolo agglomerato di case. In altre parole Roncobilaccio nascerebbe quale avamposto di agricoltori o boscaioli che strapparono alcune terre al bosco per il sostentamento proprio e delle famiglie.
Quando questo avvenne non è dato saperlo con certezza, poiché la documentazione non ci aiuta, ma possiamo ipotizzare che la nascita di Roncobilaccio, come di molti altri piccoli villaggi del nostro Appennino, possa essere avvenuta tra l'XI e il XII secolo, periodo di generale floridezza economica e di crescita della popolazione: bocche da sfamare più numerose necessitavano di nuove risorse, che vennero reperite diradando i boschi ed aumentando gli spazi coltivati. Nel 1048 nei pressi dell'odierno Passo della Futa sorse il monastero di San Salvatore dello Stale, collegato con la grande Badia a Settimo, a sud di Firenze.
Nei decenni successivi il monastero dello Stale acquisì diversi beni e terreni, in un'area comprendente anche San Giacomo, Roncobilaccio e Baragazza, allora sottoposte a Firenze. La pieve di Baragazza teneva in affitto diverse terre di proprietà del monastero dello Stale: si trattava perlopiù di boschi che si estendevano, nel 1292, fino a San Giacomo. Forse Roncobilaccio sorse su quelle terre, o comunque lungo la strada che già allora doveva collegare il passo dello Stale (nei pressi della Futa), Baragazza, Castiglione e il territorio bolognese.

### Dal Medioevo ai Pepoli
Se per i secoli medievali mancano attestazioni di Roncobilaccio nella documentazione, rimangono però nelle sue case più antiche le memorie di quel periodo: in località la Torre un edificio, una casa-torre purtroppo rimodernata, mostra ancor oggi bassorilievi trecenteschi: si tratta di una lastra su cui è stato scolpito un castello con due torri, un busto virile con braccia appoggiate ai fianchi. Esempi simili sono riscontrabili nell'edificio dell'antica comunità di Monzone nei pressi di Pavullo nel Frignano. Ancora nella casa-torre roncobilaccese si trova un archetto scolpito con decorazioni a scacchi e, più in basso ma oggi coperte dall'intonaco, due feritoie circolari di pietra che forse avevano funzione di difesa.
Un altro borgo di un certo interesse è Ca' di Ceccarini. Qui si trovano diversi edifici piuttosto antichi: in un rustico un tempo adibito ad abitazione si legge sull'architrave della porta "1598 - Francesco Dardinus", il presunto anno di costruzione e il nome del proprietario, Francesco Dardini, cognome un tempo diffuso nella zona. In questo periodo Roncobilaccio, con Castiglione, Baragazza, Sparvo e Rasora era parte del feudo della famiglia Pepoli che, facendo base su Castiglione, spadroneggiavano nella zona. Si trattava di un piccolo stato nominalmente indipendente e legato all'Impero ma, stretto tra il Granducato di Toscana e lo Stato della Chiesa, era continuamente insidiato da questi. A partire dalla fine del Quattrocento Roncobilaccio comincia ad emergere dalle carte dei notai che redigevano atti di compravendita che interessavano queste zone. Le grafie sono le più curiose e disparate: Roncho al Birazo (1518), Roncho Abilazo (1531), Roncha de Billazio (1540), Ronco Billazo (1560), Roncabilazzo (1626), Roncabilaccio (1681).

### Strade e ponti
La strada per il passo della Futa che passava attraverso Roncobilaccio è testimoniata all'inizio del Settecento, come riporta Paolo Guidotti: "Se si abbandonava la via toscana verso la Futa, poco sopra lo Stale (territorio della contea monastica omonima, adiacente al territorio baragazzino), si prendeva la strada che scendeva tra i rii Castagnolo e Merizzano al torrente Gambellato, che veniva attraversato sul ponte che ora rimane quasi sotto il grande viadotto dell'Autostrada del Sole a Roncobilaccio e, per Roncobilaccio e Baragazza, si arrivava a Castiglione. Sul ponte sopra ricordato, esistente colà da secoli, si hanno notizie particolari solo dal primissimo Settecento quando, nel 1708 fu rifatto dal mastro muratore Paolo Olmeda: un ponte a scalpello, a un piano su due pilastri con la murella lungo il fiume.
Il marchese Giovanni Paolo Pepoli, reggente di turno il feudo, si offrì di ricostruirlo a sue spese riservandosi un pedaggio di un bolognino per ogni pedone e per ogni bestia, ma i baragazzini [e roncobilaccesi] preferirono costruirselo da sé dopo essere stati però esentati dalle quattro doble semestrali dovute alla camera per la "masseria generale". Questo ponte, fatto con eccessiva economia, non durò molto: nella prima metà dell'Ottocento era già scomparso e sostituito da un altro in legno, solo per bestie da soma e per pedoni che però già nel 1863 era inagibile. Nello stesso anno venne sostituito da un altro, ancora ad un arco, di 10 braccia di lunghezza e 4 di saetta, dal mastro muratore Giuseppe Nerini di Giovanni che batté il capo mastro e perito Giuseppe Mazzoni che si era offerto di ricostruirlo in legno per una somma di appena 50 lire in meno.
Dalla strada Roncobilaccio Baragazza si staccano altre due strade che, dal Cinquecento in poi, portano a Boccadirio, l'una da Roncobilaccio lungo il Rio d'Avena e l'altra dal Serraglio lungo le pendici orientali del Poggio la Pigna". La prima di queste due, ancora oggi esistente, è quella che passa dal Malpasso e giunge al santuario tra boschi rigogliosi. Lungo questa strada che saliva a Boccadirio, costeggiando il corso del rio d'Avena, era stata costruita l'osteria degli Acquastrini, che oggi non si conserva più. È attestata in un volume di conti della Compagnia della Beata Vergine del 1688. 

## Monumenti e luoghi d'interesse
Il casello di Roncobilaccio è via di accesso al Santuario della Beata Vergine delle Grazie di Boccadirio, posto in frazione Baragazza, sempre nel territorio del medesimo comune. Esso è oggi luogo di percorsi naturalistici tra sentieri immersi nel verde a due passi dalla Strada degli Dei, (strada romana Flaminia Minor), Tappa della Materdei e Tappa del Sentiero Storico Citerna Boccadirio.

### L'oratorio di Santa Croce
L'oratorio di Santa Croce a Roncobilaccio venne costruito nel XVII secolo, come oratorio privato. È ricordato in un foglio di appunti del 1720-1730: "SS.ma Croce de Sig.ri Ferranti loco detto Roncobilaccio". Appartenne dapprima ai Dardini (che forse lo fecero costruire), poi ai Ferranti, come ricorda l'arciprete di Baragazza don Aliprando Violi nel 1769, e quindi ai Cavaciocchi, che tuttora ne detengono il patronato. Il passaggio di proprietà è anteriore alla metà dell'Ottocento poiché ne Le chiese parrocchiali si ricorda l'oratorio "consacrato alla Santa Croce, posto nel borgo di Roncavillaggio, un tempo di ragione dei signori Ferranti, ed oggi di pertinenza della famiglia Cavaciocchi".
Anche questa chiesina non si sottrae alle alterne vicende di decoro e rovina che caratterizzano gli oratori della montagna; la visita pastorale dell'11 giugno 1692 fu particolarmente severa. L'oratorio situato in loco dicto Ronca Bilaccia, di ragione della famiglia Dardini, venne ritrovato in pessimo statu, e quindi fu sospeso e non vi si sarebbe più potuta celebrare la Messa finché non fosse stato restaurato. Diverse le mancanze emerse durante la visita del 22 ottobre 1754, ma la situazione, nel complesso, pare migliorata: «Pro oratorio S. Crucis illorum de Ferrantis, loco dicto Roncavillagio... Palliolum novum confici... Novam Crucifixi imaginem benedici... Tabernaculum novum serico albo introvestiri et clavem saltem inaurari... Patenam deaurari...» è un edificio isolato, seppur circondato da un complesso di costruzioni, posto in pendio.
Ha pianta rettangolare, struttura a capanna di tipologia seicentesca. Nell'occhio soprastante la porta d'entrata, che riporta scolpito il simbolo del sole raggiato, si legge il nome "Dardini". L'altare è in pietra. Di notevole interesse è la scalinata d'accesso a gradini semicircolari, in pietra. Conserva un notevole crocifisso ligneo di grandi dimensioni posto sull'altare settecentesco in pietra, oltre ad una ceramica devozionale raffigurante la Madonna col Bambino. La zona retrostante all'altare funge da piccola sagrestia. Nel 1999, a poca distanza dall'antico oratorio, è stato inaugurato un nuovo edificio religioso di più ampie dimensioni e dedicato sempre alla Santa Croce. Conserva un grande crocifisso ligneo dell'Italia Settentrionale e un piccolo quadro raffigurante la Vergine con la bandiera italiana su cui è posato un cappello da bersagliere, dono di papa Giovanni Paolo II.

## Cultura

### Roncobilaccio nella musica
- Negli anni settanta la località fu per qualche tempo quartier generale del gruppo musicale dei Pooh e di Patty Pravo[1][2]: qui avvennero le audizioni per la scelta del bassista – poi fu scelto Red Canzian – che doveva sostituire Riccardo Fogli.
- Roncobilaccio è citata[3] nel brano Bomba o non bomba (album Sotto il segno dei pesci, 1978) di Antonello Venditti:

- Un ciclomotore da cross della Malaguti costruito a partire dal 1968 fu battezzato Roncobilaccio 50.